# Острог

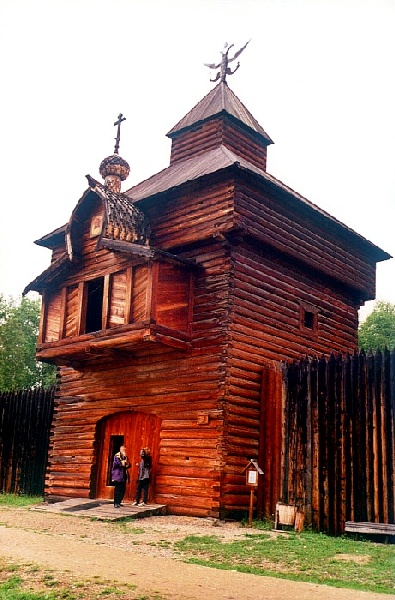
Спасская башня Илимского острога, 1667; музей «Тальцы»

Остро́г — фортификационное сооружение (опорный пункт), постоянный или временный населённый пункт, обнесённый частоколом из заострённых сверху брёвен (палисадом из свай) высотой 4-6 метров. Этимология названия связана с глаголом — строгать.

## История
На Руси остроги появились на рубеже XI—XII веков. К этому типу укреплений восходит название города Острог на Волыни.
Начиная с XIII века острогом называлась стена в виде частокола или палисада из заострённых кольев и плетня. Укрепления детинцев и кремлей нередко исполнялись в технике рубленого города, а укрепления окольных городов или небольших сторожевых крепостей зачастую являлись острогами. Преимущество острогов заключалось в их скором возведении. По мере необходимости более надёжной защиты острожные стены со временем заменялись более трудоёмкими рублеными. Одной из древнейших натуральных повинностей на Руси (в России), как общеобязательной воинской повинности, состоявшей в постройке новых городов и острогов было — «Городовое и острожное дело», которое позднее управлялось Разрядным приказом.
В XIV—XVII веках остроги были распространены на южных рубежах русских земель (например, Самара в 1586 году, Царицын в 1589 году, и Саратов в 1590 году), а с конца XVI — начала XVII века — и в Сибири. Использовались при создании засечных черт в целях укрепления русских границ. В Сибири остроги использовались в качестве укреплённых пунктов, обеспечивавших защиту первых русских поселенцев, и административных центров для сбора ясака.
Острогами или острожками в летописях назывались также подвижные городки или подвижные башни с воинами, которые использовались для осады и штурма городов или башни, из которых воины расчищали путь для продвигающихся войск к осаждённому городу. Из них стрелки очищали путь к городу для продвигающегося вслед за острожком войска.
В XVIII—XIX веках словом «острог» также называли тюрьму, представляющую собой деревянную рубленную постройку.
Иногда «острогом» назывался и весь укреплённый воинский лагерь. Острогами, в отличие от городов или городков, первоначально назывались пункты второстепенного значения и с более слабыми укреплениями.

## Конструкция
Изначально острогом называлась сама ограда из острых кольев и плетня, устраиваемая во время осады неприятельских городов на Руси.
Начиная с XIII века острог состоял из бревенчатого тына (ряда кольев) и так называемых тарас, то есть бревенчатых венцов. Бревенчатая ограда острога помещалась на плоской местности или на вершине небольшого земляного вала (осторожного) и была окружена с наружной стороны рвом. Острог чаще всего имел четырёхугольную форму. По углам четырёхугольника размещались деревянные башни. Для сообщения с полем использовались проезжие башни. Высота тына — 2—3 саженей (4—6 метров). В XVII веке остроги могли состоять из 12 сторожевых башен, которые были соединены частоколом. Размер острогов того времени достигал в плане 900 на 200 саженей (1800 на 400 метров). Внутри острога располагались избы, за стеной — слобода. Управлялся острог наказным воеводой.

## Типы острогов
В зависимости от характера ограды и срока сосуществования остроги носили разные названия: 
| Название острога        | Примечание                                                   |
| ----------------------- | ------------------------------------------------------------ |
| Стоя́чий                 | Острог с отвесно вкопанным тыном (брёвнами).                 |
| Косо́й                   | Острог, у которого брёвна (тын) вкопаны с наклоном внутрь.   |
| Тарисы или рубленный    | Острог из рубленных бревенчатых венцов.                      |
| По сроку существования: |                                                              |
| Жило́й                   | Постоянное поселение.                                        |
| Стоя́лый                 | Временный укреплённый пункт для размещения «воинских людей». |

## Примеры

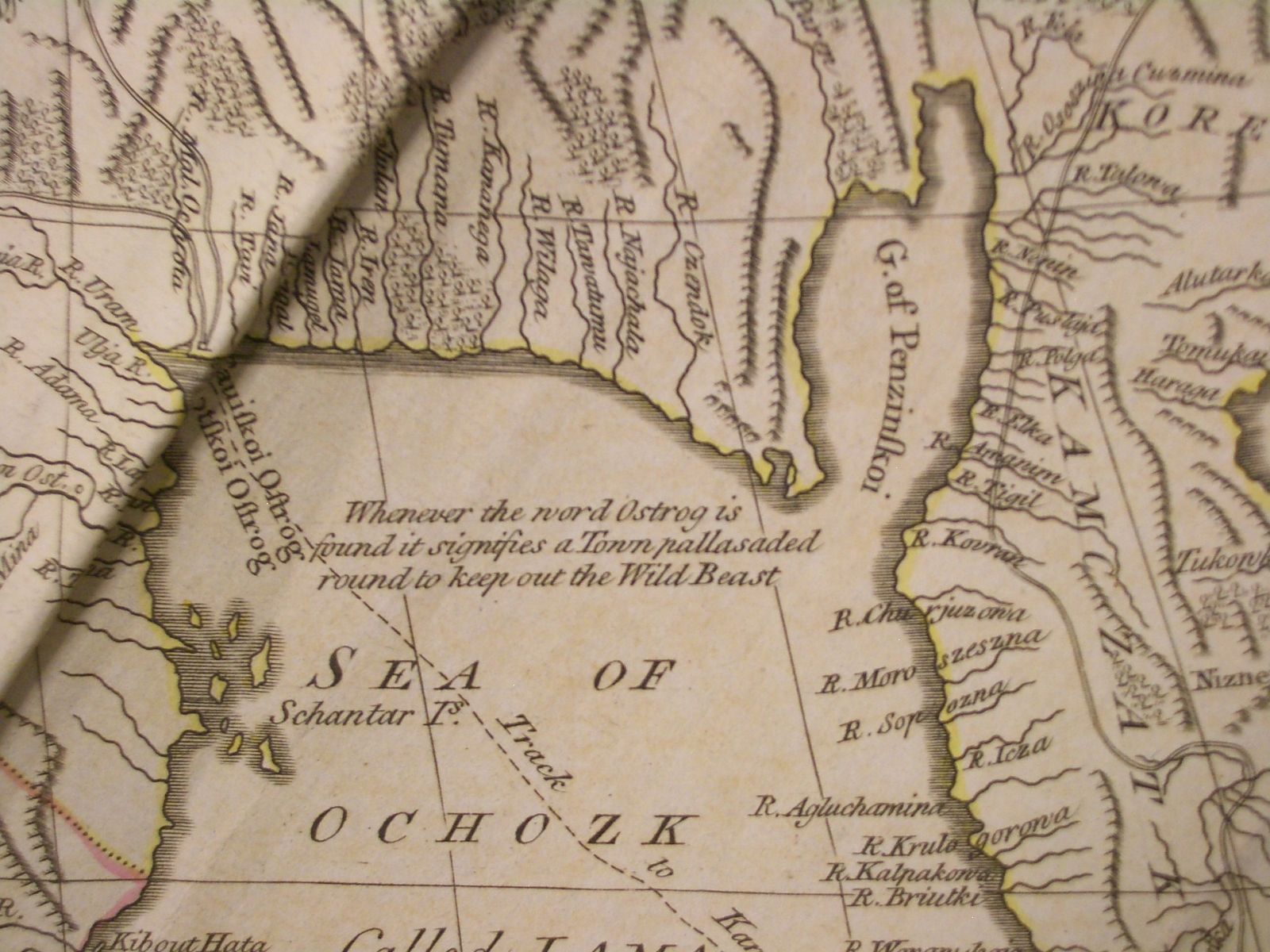
Карта северной части Охотского моря из английского атласа мира (1773 год), объясняющая читателю, что каждый ostrog, показанный на карте — это город, обнесённый палисадом для защиты от диких зверей

От острогов пошли многие города, в частности:
- Анадырь (Анадырский острог)[5]
- Бийск — из Бикатунского острога
- Братский острог[6][7]
- Енисейск (Енисейский острог)[8]
- Иркутск — из Иркутского острога
- Красноярск — из Красноярского острога
- Сретенск [9]
- Удинский острог, позже Улан-Удэ
- Удский острог[10]
- Читинский острог, позже для упрощения Чита
- Якутск — из Якутского острога

Одним из первых острогов, проложивших пути расселения в южную Сибирь и Алтай, стал современник Санкт-Петербурга — Умревинский острог (в настоящее время — территория Мошковского района Новосибирской области).